# The Corner of My Room
The Corner of My Room was het eigenlijke debuutalbum van de Britse muziekgroep Parallel or 90 Degrees. Hun vorige albums waren Cd-rs van privéopnamen en oorspronkelijk was dit er ook een, die alleen in eigen beheer was uitgegeven. Het succes van hun volgend album Afterlifecycle riep de vraag op naar eerder materiaal en zo werd dit album alsnog commercieel uitgegeven in augustus 1998 als een speciale editie op het platenlabel Cyclops Records, gespecialiseerd in progressieve rock. Guy Manning is bij dit album alweer vertrokken en de band bestond nog maar uit twee leden. Het muziekalbum was opgenomen in de periode mei tot juli 1996.
Het album bevatte twee curiosa. De track The Thoughts van The Nice, een hommage aan die band en de track A Gap in the Night. De laatste werd eerder opgenomen dan de overige tracks en de toetsenist van Van der Graaf Generator Hugh Banton speelde mee. Het muziekalbum is al lange tijd niet meer officieel verkrijgbaar.

## Musici
- Sam Baine – keyboards, gitaar
- Andy Tillison – keyboards, gitaar, elektronisch slagwerk, zang
- Hugh Banton – Hammondorgel op A Gap.

## Composities
- The Third Person
- Cloak & Dagger
- Level Crossing
- Samba in E (Re: Person I Know)
- The Media Pirates
- Soliloquy
- The Genuine Article
- Bedtime Routines (A Tale of two Cities)
- The Thoughts of Emerlist Davjack (by The Nice)
- A Gap in the Night